# Hesperochiron californicus
Hesperochiron californicus là loài thực vật có hoa trong họ Mồ hôi. Loài này được (Benth.) S. Watson mô tả khoa học đầu tiên năm 1871.